# Ихаттарен, Мохаммед
Мохаммед Амине Ихаттарен (нидерл. Mohammed Amine Ihattaren; род. 12 февраля 2002, Утрехт) — нидерландский футболист, полузащитник клуба «Фортуна».

## Клубная карьера
С 2010 года выступал в футбольной академии клуба ПСВ. В марте 2018 года подписал с клубом свой первый профессиональный контракт. 26 января 2019 года дебютировал за ПСВ в матче против «Гронингена», выйдя на замену Гастону Перейро.
31 августа 2021 года перешёл в итальянский «Ювентус», подписав пятилетний контракт, и сразу был отдан в аренду «Сампдории» до конца сезона 2021/22.
30 января 2022 года перешёл на правах аренды в «Аякс».
19 сентября 2024 года подписал контракт с «Валвейком» до конца сезона 2024/25. 29 сентября дебютировал за клуб в гостевом матче Эредизиви против «Аякса», выйдя на замену вместо Криса Локесы на 80-й минуте. 29 ноября забил дебютный гол, отличившись с пенальти в гостевом матче с «Херенвеном».
14 августа 2025 года перешёл в ситтардскую «Фортуну», подписав контракт на один сезон с возможностью продления ещё на год.

## Карьера в сборной
Ихаттарен родился в Утрехте в семье выходцев из Марокко. Выступал за сборные Нидерландов до 15, до 16, до 17 и до 19 лет. В составе сборной Нидерландов до 17 лет выиграл чемпионат Европы и был включён в символическую «сборную турнира».

## Достижения
«Аякс»
- Чемпион Нидерландов: 2021/22

Нидерланды (до 17 лет)
- Победитель чемпионата Европы: 2018